# X-レッグド・サリー
X-レッグド・サリー（エックス・レッグド・サリー、X-Legged Sally、XLS）は、1988年に作曲家のピーター・ヴェルマーシュによって結成され、1997年に解散したベルギーのアバンギャルド・ロック/ジャズ・バンドである。かなり異なる音楽スタイル（ジャズ、ロック、インプロヴィゼーション、クラシック音楽）を組み合わせたベルギーで最初のバンドの1つであり、1990年代に発展したベルギーのインディーズ・ミュージック・シーンにおける起点となった。

## 略歴
当初、X-レッグド・サリーは、1991年にライブCDとしてリリースされた『Immer das Selbe Gelogen（Always the Same Lies）』など、ダンス作品用にピーター・ヴェルマーシュが書いた音楽を作曲および演奏するために形成された。ヴェルマーシュの作曲スタイルは、かつて在籍していたバンドの「Maximalist!」で使用されていたような楽譜に沿う要求が厳しいものになっていた。そこから離れるため、当初から、X-レッグド・サリーの楽曲では即興演奏が重要な役割を果たしていた。最初のX-レッグド・サリーのコンサートは1988年11月に開催された。まもなくして、X-レッグド・サリーはいわゆるバンドとなっていったが、グループの活動を通じてダンス・アンサンブルとの協力は続けられた。
「Maximalist!」の世界的な成功を受けて、X-レッグド・サリーはニューヨークのアバンギャルド・ジャズ・クラブであるニッティング・ファクトリーで演奏する機会があり、そこでのライブ演奏曲がレコーディングされ、オムニバス・アルバム『Live at the Knitting Factory Vol.4』（1990年）に収録された。X-レッグド・サリーによる最初の2枚のレコーディング・アルバムである『スロウ・アップ』（1991年）と『キルド・バイ・チャリティー』（1993年）は、どちらもビル・ラズウェルによってプロデュースされ、ニューヨークとのつながりが実を結ぶ形となった。これはまた、世界的な注目と国際的な流通の獲得をも意味しており、1990年代初頭のベルギーのバンドとしては珍しいことであった。
3枚目のフル・アルバム『エッグス・アンド・アッシュズ』（1994年）には、『Immer das Selbe Gelogen』 (1991年)、『Her body doesn't fit her soul』 (1993年)、『Mountains made of barking』 (1994年)というヴィム・ヴァンデケイビュス (Wim Vandekeybus)のカンパニー、ウルティマ・ベス (Ultima Vez)による3つの異なるダンス公演のために書かれた初期の作品が収録されていた。このCDは、ワルツ「Lulu」のボーカルに、若手のマウロ・パヴロスキ (Mauro Pawlowski)をフィーチャーしたことでも有名となっている。
X-レッグド・サリーの音楽は、ゆっくりと、より「成熟した」サウンドに進化してきている。より大きなコンセプトと、メロディアスな楽曲、より多くのボーカルが、次のアルバム『ザ・ランド・オヴ・ザ・ジャイアント・ドワーフ』（1995年）にて登場した。しかし、その頃にはメンバーたちそれぞれがさまざまな方向に進化してきており、1996年4月20日、バンドはブルッヘにあるカクタス・クラブにてフェアウェル・コンサートを行った。このコンサートは「Radio 1」によって録音され、アルバム『ファイヤード (ライヴ・アット・カクタス・クラブ)』としてリリースされた。しかし、それは彼らの最後のCDとはならなかった。1996年にヴィム・ヴァンデケイビュスによるダンス公演のためにつくられた音楽を収めたアルバム『ベレフト・オヴ・ア・ブリスフル・ユニオン』が、1997年になって再びリリースされたためである。
X-レッグド・サリーのメンバーたちはさまざまな音楽の方向へと拡散していったが、相互の協力関係はまだ続いている。ピーター・ヴェルマーシュが（ピエール・フェルヴルーゼムと一緒に）「Aグループ」、そして後に「フラット・アース・ソサエティ」を結成し、Eric Sleichimは「Bl!ndman」を立ち上げた。ピエール・フェルヴルーゼムは多くのバンドで活躍し、ソロ活動でのキャリアも豊富である。

## メンバー
- ピーター・ヴェルマーシュ (Peter Vermeersch)
- ピエール・フェルヴルーゼム (Pierre Vervloesem)
- Bruno Deneuter
- Paul Belgrado
- Bart Maris
- Eric Sleichim
- Michel Mast
- Jean-Luc Plouvier
- Peter Vandenberghe
- Danny Van Hoeck
- Pieter Lamot
- Michel Delory
- Jan Weuts
- Thierry Mondelaers

## ディスコグラフィ

### アルバム
- 『スロウ・アップ』 - Slow-Up (1991年)
- 『キルド・バイ・チャリティー』 - Killed By Charity (1993年)
- 『エッグス・アンド・アッシュズ』 - Eggs and Ashes (1994年)
- 『ザ・ランド・オヴ・ザ・ジャイアント・ドワーフ』 - The Land of the Giant Dwarfs (1995年)
- 『ファイヤード (ライヴ・アット・カクタス・クラブ)』 - Fired (1996年)
- 『ベレフト・オヴ・ア・ブリスフル・ユニオン』 - Bereft of a Blissful Union (1997年) ※X-レッグド・サリー&ザ・スミス・カルテット名義

### コンピレーション・アルバム
- 『ザ・ボックス』 - Call Sheets, Riders & Chicken Mushroom (2014年) ※フラット・アース・ソサエティほか周辺バンドも含むレア音源集
- 『1986 - 1997』 - 1986 - 1997 (2014年)

### 参加アルバム
- Live at the Knitting Factory Vol.4 (1990年) ※オムニバス・アルバム。1曲収録